# ترمی
شهر ترمی در استان مقدونیه مرکزی در کشور یونان واقع شده است که دارای جمعیت ۱۶٬۳۳۸  نفر می‌باشد.